# 莫斯科列寧格勒希爾頓酒店
莫斯科列寧格勒希爾頓酒店（俄语：Хилтон Москоу Ленинградская）是莫斯科七姐妹之一。

## 历史
修建於1950年代早期，是史達林式建築的代表作。酒店建築竣工於1954年，是莫斯科最高級的酒店之一，設施極為齊全。2008年，莫斯科列寧格勒希爾頓酒店在經過巨資翻新之後成為希爾頓酒店集團的旗下酒店。